# Yukarıhacıbey, Varto
Yukarı Hacıbey là một xã thuộc huyện Varto, tỉnh Muş, Thổ Nhĩ Kỳ. Dân số thời điểm năm 2011 là 275 người.